# Radcliffe Square
Radcliffe Square är ett torg i Oxfords innerstad, omgivet av historiska byggnader tillhörande Oxfords universitet. Torget är delvis stenlagt med en inhägnad gräsyta i mitten, där den runda biblioteksbyggnaden Radcliffe Camera, uppförd 1737–48, står. Torget nås via gatorna Catte Street eller Brasenose Lane och är idag avstängt för biltrafik.
Flera av universitetets mest kända byggnader ligger omkring torget, som är ett känt turistmål i Oxford: All Souls College i öster, University Church of St Mary the Virgin i söder, Brasenose College i väster, samt Divinity School och Bodleian Library, som Radcliffe Camera i mitten av torget utgör en annexbyggnad till, i norr. 
Då torget helt omges av historiska byggnader och huvudsakligen behållit sitt utseende sedan 1700-talet används det ofta som inspelningsplats för historiska filmer.